# Église Saint-Constantin-et-Sainte-Hélène (Kiev)
 (juillet 2020).
Si vous disposez d'ouvrages ou d'articles de référence ou si vous connaissez des sites web de qualité traitant du thème abordé ici, merci de compléter l'article en donnant les références utiles à sa vérifiabilité et en les liant à la section « Notes et références ».
Pour les articles homonymes, voir Église Saint-Constantin-et-Sainte-Hélène.
L'église Saint-Constantin-et-Sainte-Hélène (ou église Saint-Dimitri de Rostov) est une ancienne église orthodoxe de Kiev, construite dans les années 1730 et détruite à la fin des années 1920. L'église se trouvait à l'extrémité nord-ouest de Podil, à l'intersection des rues Chtchekavytsa et Kyrylivska. L'histoire de cette église locale illustre les vicissitudes de l'allégeance de l'Église au pouvoir impérial russe. 

## Histoire
L'histoire de l'église Saint-Constantin-et-Sainte-Hélène de Podil remonte au milieu du xviie siècle, lorsque l'hetman Bohdan Khmelnytski confisque les terres appartenant à l'Église catholique romaine. À cet endroit est donc construite une église en bois en l'honneur de l'empereur Constantin et de sa mère Hélène. Ce culte typique du monde grec et slave exalte à la fois l'intervention des empereurs dans la vie religieuse et la source byzantine de l'orthodoxie slave, qui prend tout son relief à Kiev, qui depuis la construction de Sainte-Sophie, garde l'image d'une nouvelle Byzance.  
L'église brûle cependant en 1726. 
En 1734, le maire Gordiy Myntsevytch fait construire une église en pierre à sa place, et en 1747-57, l'architecte Ivan Hryhorovych-Barsky achève des galeries latérales et un vestibule (1757). Ces bâtiments sont parmi les premiers connus de la main du grand architecte de la Kiev moderne.  
L'église elle-même connaît plusieurs restaurations, en 1770, 1798 et en 1865. 
Le clocher baroque de trois niveaux (1751) est également attribué, mais sans certitude, à Ivan Grigorovitch-Barski. L'étage supérieur du clocher, construit en bois, est détruit par un incendie et reconstruit en 1797. Le monogramme de Paul Ier est apposé sur la façade.  
Le clocher est flanqué d'une chapelle au premier étage, dédiée à la mémoire de Dmitri de Rostov, un prélat canonisé en 1757, ayant étudié à l'Académie Mohyla et officié à la Laure de Kiev, et s'étant opposé aux réformes césaro-papiste de Pierre le Grand et de Théophane Prokopovitch. Le clocher fait bientôt office d'église-réfectoire après un remaniement architectural en 1865.    

### Destruction

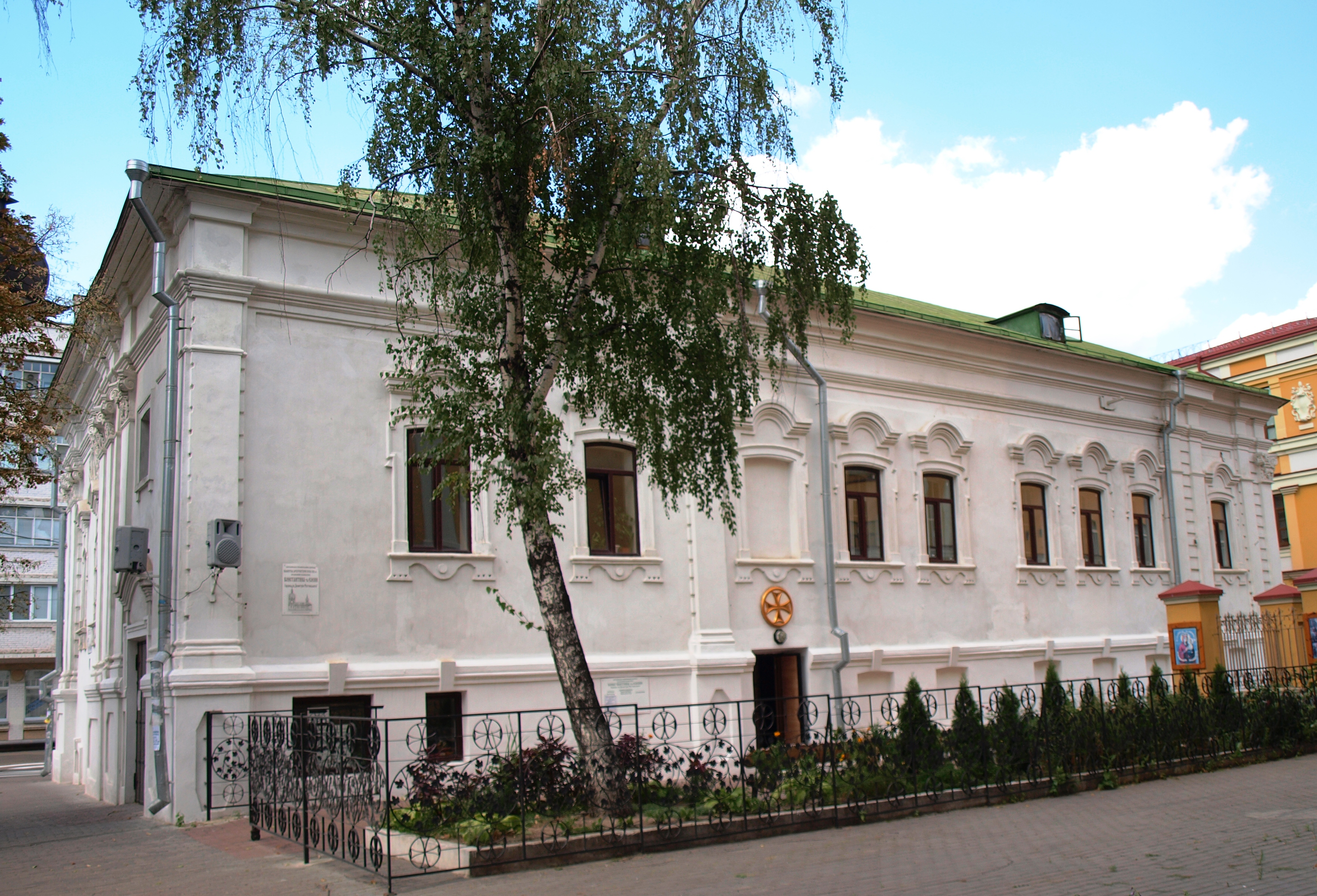

La plupart des églises de Kiev sont détruites à l'époque soviétique. Étant donné que Fedor Ernst, dans sa description de Podil en 1930, ne mentionne pas l'église ni son clocher, on peut supposer que ces deux monuments ont été détruits avant 1930. Une école est construite à la place de l'église Saint-Constantin-et-Sainte-Hélène 
De l'ensemble des bâtiments de l'église, seuls demeurent finalement le clocher (mais sans ses étages supérieurs) et son église-réfectoire Saint-Dimitri de Rostov. Réaffectée en entrepôt, elle est réoccupée par des religieux en 1948 - mais ceux-ci sont de nouveau expulsés en 1965 - puis utilisée comme gymnase de l'école voisine.  
Les bâtiments restants sont inscrits en 1963 au registre républicain ukrainien des monuments architecturaux.
En 2005, l'église Saint-Dimitri redevient propriété de l'Église orthodoxe, du patriarcat de Moscou. Elle prend alors le nom de l'ancienne église principale, Constantin-et-Hélène.

## Galerie

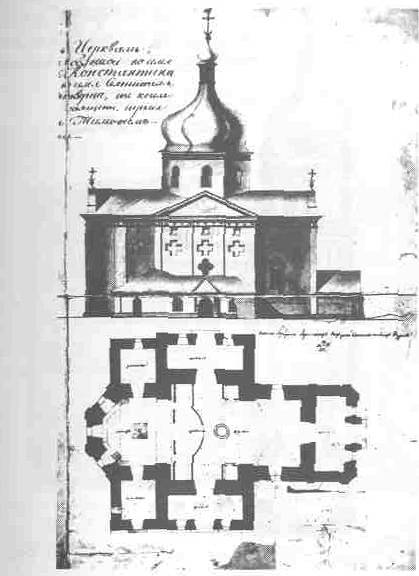
Église Saint-Constantin-et-Sainte-Hélène Plan de 1841
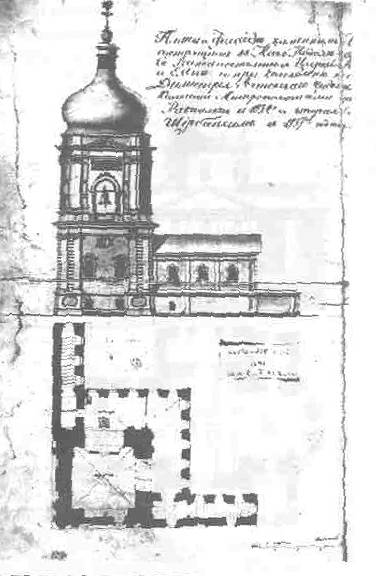
Église Saint-Dimitri-de-Rostov Plan de 1841
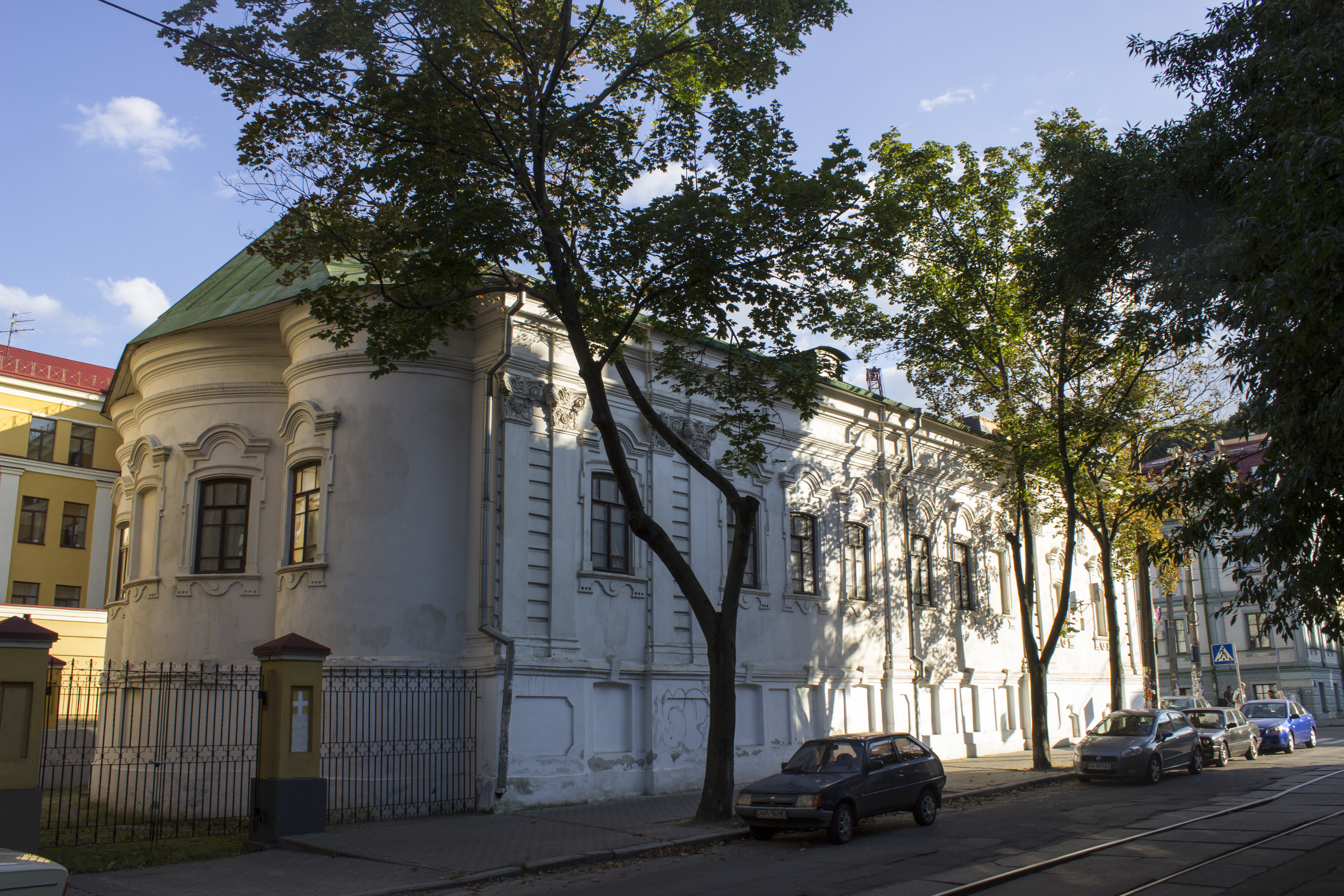
Le chevet de l'église-réfectoire aujourd'hui.
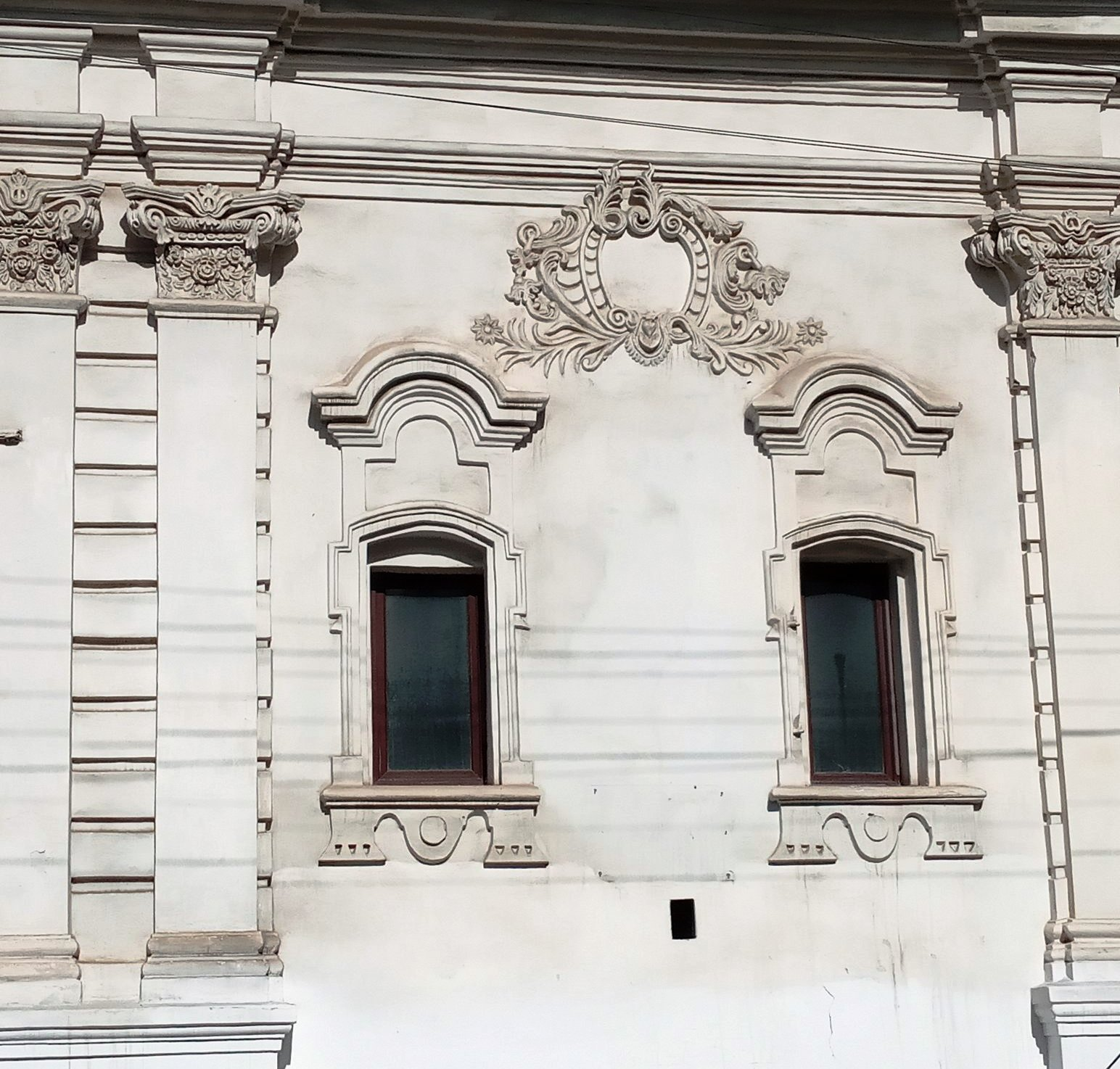
Façade de l'ancien clocher. Détail.
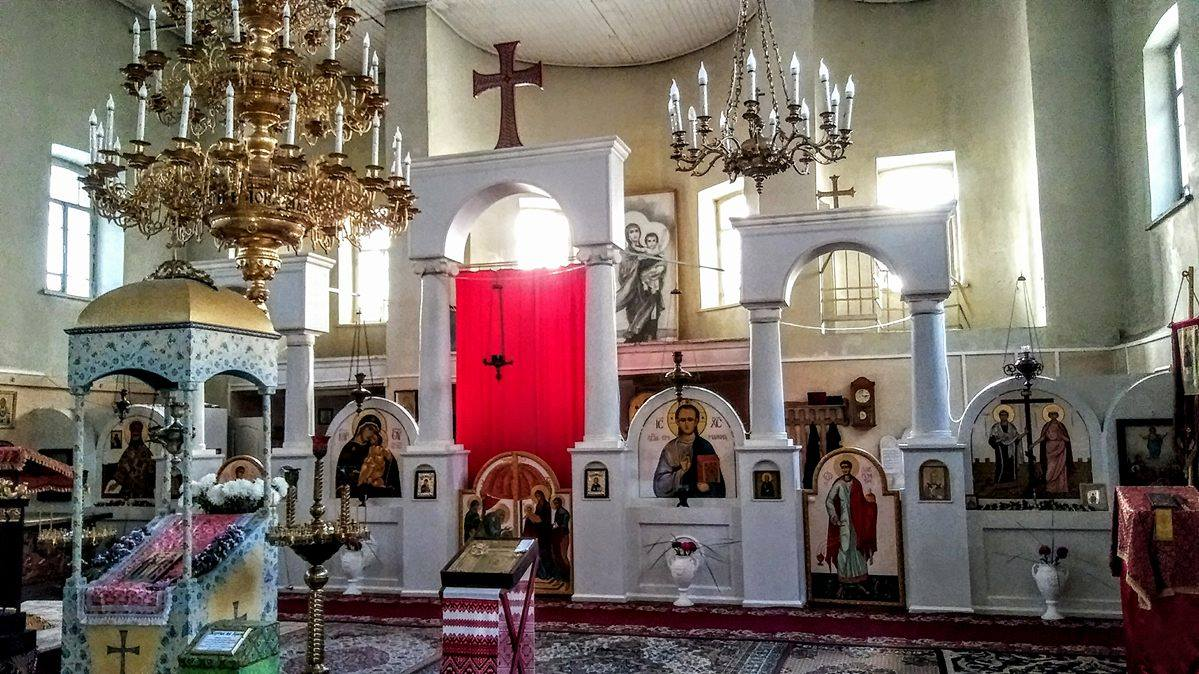
L'église retrouve les services religieux dans les années 2000. L'intérieur est aménagé sommairement et le plafond est encore celui du gymnase.

## Sources
1. ↑  numéro : 80-385-0338

- Article de Parnikoza (en ukrainien) "Храми та монастирі Києвоподолу у 1720-1750-х рр." (Églises et monastères de Podil 1720-1750).